# Belen City Hall
Le Belen City Hall est un ancien hôtel de ville américain à Belen, dans le comté de Valencia, au Nouveau-Mexique. Construit en 1936-1937 dans le style Pueblo Revival, l'édifice est inscrit au Registre national des lieux historiques depuis le 29 avril 2019.